# Soraya Jiménez
Pour les articles homonymes, voir Jiménez.
Soraya Jiménez Mendívil est une haltérophile mexicaine née le 5 août 1977 à Naucalpan de Juárez et morte le 28 mars 2013 à Mexico.

## Carrière
Soraya Jiménez est la première sportive mexicaine sacrée championne olympique aux Jeux olympiques d'été de 2000 à Sydney dans la catégorie des moins de 58 kg, soulevant un total de 222,5 kg. En 2002, elle est contrôlée positive lors d'un test antidopage. Deux ans plus tard, elle met un terme à sa carrière à la suite de blessures chroniques à la jambe gauche. 
Elle meurt d'un infarctus le 28 mars 2013 à l'âge de 35 ans.
Elle est la nièce de Manuel Mendívil, cavalier mexicain médaillé de bronze olympique en 1980.

## Palmarès
- Jeux olympiques d'été de 2000 à Sydney
  -  Médaille d'or en moins de 58 kg

- Jeux panaméricains de 2003 à Saint-Domingue
  -  Médaille d'argent en moins de 58 kg

- Jeux panaméricains de 1999 à Winnipeg
  -  Médaille de bronze en moins de 58 kg